# Ambassade d'Azerbaïdjan en France
L'ambassade d'Azerbaïdjan en France est la représentation diplomatique de la république d'Azerbaïdjan auprès de la République française. Elle est située 78 avenue d'Iéna, dans le 16e arrondissement de Paris, la capitale du pays. Son ambassadrice est, depuis 2022, Leyla Abdullayeva.

## Histoire
Avant 1991, l'Azerbaïdjan formait la république socialiste soviétique d'Azerbaïdjan au sein de l'Union soviétique, laquelle la représentait auprès de la France par le biais de ce qui est devenu l'ambassade de Russie.
À la suite de son indépendance, l'Azerbaïdjan a ouvert son ambassade à Paris fin 1994.
Le centre culturel de l'ambassade se trouve 1 avenue Charles-Floquet (7e arrondissement).

## Ambassadeurs d'Azerbaïdjan en France
Les ambassadeurs d'Azerbaïdjan en France ont été successivement :
| Date de nomination | Date de nomination | Date de remise des lettres de créance | Date de remise des lettres de créance | Ambassadeur                   |
| ------------------ | ------------------ | ------------------------------------- | ------------------------------------- | ----------------------------- |
| ?                  |                    | 18 janvier 1995                       | [ JORF 1 ]                            | Eléonora Gousseinova          |
| ?                  |                    | 3 novembre 2004                       | [ JORF 2 ]                            | Tarik Ismaïl Oglou Aliev      |
| ?                  |                    | 2 juillet 2010                        | [ JORF 3 ]                            | Elchin Oktyabr Oglu Amirbekov |
| ?                  |                    | 13 octobre 2017                       | [ JORF 4 ]                            | Rahman Mustafayev             |
| ?                  |                    | 13 janvier 2023                       | [ JORF 5 ]                            | Leyla Abdullayeva             |

## Consulats
L'Azerbaïdjan ne possède pas d'autre consulat que la section consulaire de son ambassade à Paris.